# 俞鴻慶 (光緒進士)
俞鴻慶（19世纪—1903年），湖南省長沙府善化縣人，清朝政治人物、進士出身。
光緒十八年（1892年），参加光緒壬辰科殿試，登進士二甲124名。同年五月，改翰林院庶吉士。光緒二十年（1894年）四月，散館，授翰林院編修。俞鸿庆侍奉父母有孝行。每年必请假归乡探亲。光绪二十九年（1903年），父亲去世，俞鸿庆悲伤而死。